# 마라카주쌀쥐
마라카주쌀쥐(Cerradomys maracajuensis)는 비단털쥐과에 속하는 남아메리카 설치류의 일종이다. 육상성 동물로 볼리비아와 파라과이, 브라질과 페루 근처의 대상림에서 발견된다. 브라질 마라카주 시 근처에서 처음 발견되었다.